# Winchester (Illinois)
Pour les articles homonymes, voir Winchester.
La ville de Winchester est le siège du comté du comté de Scott, dans l'Illinois, aux États-Unis.